# Orcet
Orcet település Franciaországban, Puy-de-Dôme megyében. Lakosainak száma 2867 fő (2022. január 1.). Orcet Cournon-d’Auvergne, Le Cendre, Le Crest, Les Martres-de-Veyre, La Roche-Blanche és Veyre-Monton községekkel határos.

## Népesség
A település népességének változása:
| Lakosok száma | 2650 | 2604 | 2673 | 2669 | 2702 | 2756 | 2781 | 2837 | 2867 |
|               | 2013 | 2015 | 2016 | 2017 | 2018 | 2019 | 2020 | 2021 | 2022 |